# Tyrick Mitchell
Tyrick Mitchell (* 1. September 1999 in Brent) ist ein englischer Fußballspieler, der beim Erstligisten Crystal Palace unter Vertrag steht.

## Karriere

### Verein
Der im Londoner Stadtbezirk Brent geborene Tyrick Mitchell begann seine fußballerische Ausbildung beim AFC Wembley, bevor er im Sommer 2012 in die Jugendakademie des FC Brentford eintrat. Dort verbrachte er vier Jahre und verließ den Klub schließlich, als dieser seine Nachwuchsabteilung im Rahmen einer Umstrukturierung auflöste. Im Juni 2016 wechselte der Außenverteidiger in die Akademie von Crystal Palace, wo er ein Jahr später einen zweijährigen Ausbildungsvertrag unterzeichnete. In der Saison 2017/18 spielte er sowohl in der U18 als auch in der U23 erfolgreich und gewann mit beiden Altersklassen die jeweiligen Ligameisterschaften der U18 Development League 2 und Development League 2 South.
Im Januar 2019 wurde er mit einem neuen Kontrakt ausgestattet und obwohl er aufgrund einer Verletzungspause beinahe das halbe Jahr verpasste, war er am 16. Dezember 2019 (17. Spieltag) beim 1:1-Unentschieden gegen Brighton & Hove Albion erstmals im Spieltagskader der ersten Mannschaft gelistet, wurde aber in der Partie nicht berücksichtigt. Spätestens ab der Fortsetzung der Spielzeit 2019/20 nach der Unterbrechung aufgrund der COVID-19-Pandemie war Mitchell Teil des Profikaders der Eagles. Am 4. Juli (33. Spieltag) bestritt er bei der 0:3-Auswärtsniederlage gegen Leicester City sein Premier-League-Debüt, als er in der Schlussphase für Patrick van Aanholt eingewechselt wurde. In der Schlussphase der Saison bestritt er drei weitere Ligaspiele. Nachdem sich der angestammte linke Außenverteidiger Patrick van Aanholt zu Beginn der nächsten Spielzeit 2020/21 verletzungsbedingt fehlte, baute Cheftrainer Roy Hodgson auf Mitchell als erste Lösung und dieser schaffte es das Vertrauen Hodgsons mit guten Leistungen zurückzuzahlen.